# Cầy tai trắng
Cầy tai trắng (Arctogalidia trivirgata) là loài cầy sống trong các khu rừng trải dài từ khu vực Nam Á đến Đông Nam Á.

## Mô tả
Cầy tai trắng có kích thước trung bình so với các loài khác trong họ Cầy, với cân nặng khoảng 2,4 đến 3 kg, thân dài tròn khoảng 550 đến 560 mm, đuôi của chúng luôn dài hơn thân, chiều dài đuôi khoảng từ 590 đến 600 mm. Chúng có lông ngắn, thường màu nâu hoặc màu da bò, trong khi đầu có màu xám ngả sang hung. Cầy tai trắng có mõm nhọn màu nâu với một vệt màu trắng kéo dài từ mũi đến trán. Vành tai của chúng lớn, mỏng và phủ lông trắng. Chúng có hai mắt to, phần lông quanh mắt có màu sậm hơn. Lưng có ba sọc màu nâu đen hoặc màu sẫm chạy dọc từ bả vai đến mông. Phần lông ở chân và cuối đuôi có màu đen tuyền, xù hơn lông trên mình. Chỉ có con cái có tuyến mùi hương tầng sinh môn, nằm gần âm hộ.

## Phân bố và môi trường sống
Cầy tai trắng có khu vực phân bố rộng, trải dài từ Ấn Độ thuộc khu vực Nam Á đến Đông Nam Á trên lãnh thổ các nước Myanmar, Thái Lan, Lào, Campuchia, Việt Nam, Malaysia và Indonesia. Về môi trường sống của cầy tai trắng, tại những nơi thu mẫu ở Việt Nam như Tam Đảo, Hòa Bình và Gia Lai thì chúng đều ở vùng núi có độ cao trên 600 m, ở vùng rừng cây gỗ lớn, ở những vùng rừng thưa chân núi thấp thì chưa thấy loài này xuất hiện.

## Sinh thái và tập tính
Cầy tai trắng là loài ăn tạp, thức ăn của chúng gồm các loại quả chín, sâu bọ, thú nhỏ, chim non, ếch nhái và bò sát. Chúng sống thành đàn từ 3 đến bốn con trở lên và ăn đêm. Thường gặp chúng kiếm ăn nhiều con trên cùng một cây. Chúng bước đi êm ái và có khả năng leo trèo giỏi, có thể nhảy từ cây này sang cây khác nếu khoảng cách không quá 5 m.
Thời kỳ mang thai của cầy tai trắng là 45 ngày, mỗi lứa đẻ 2 hoặc ba con, chúng sinh con trong hang nằm trên thân cây. Con non mở mắt lúc 11 ngày và được cai sữa khi được hai tháng. Cầy tai trắng có thể đẻ hai lứa một năm và không có mùa giao phối nhất định. Loài này có thể sống đến 11 năm. Cầy tai trắng đang bị đe dọa chủ yếu do nạn phá rừng.